# Kapitän Meyer
Die Kapitän Meyer ist ein ehemaliger Tonnenleger in Wilhelmshaven.

## Geschichte
Das Dampfschiff wurde 1949/50 auf der Seebeck-Werft in Bremerhaven als Ersatz für die im Februar 1944 nach Minentreffern verloren gegangenen Tonnenleger Triton II und Wik gebaut und war der erste Neubau eines  Tonnenlegers, der nach dem Zweiten Weltkrieg auf einer deutschen Werft gebaut wurde. Namensgeber des Schiffes war der Kapitän des am 22. Februar 1944 im Lister Tief untergegangenen Tonnenlegers Wik.
Das Schiff war seit dem 26. November 1950 dem damaligen Wasser- und Schifffahrtsamt Tönning unterstellt und wurde bis zur Außerdienststellung im Jahr 1983 als Tonnenleger und Versorger für die in der Nordsee stationierten Feuerschiffe und die Insel Helgoland eingesetzt. Es wurde zunächst mit Kohlen betrieben. 1967 erfolgte die Umrüstung auf Ölfeuerung.
Nachdem das Schiff 1983 außer Dienst gestellt worden war, wurde es am 15. Mai 1984 von der Segelkameradschaft Klaus Störtebeker in Wilhelmshaven übernommen und zunächst als Museumsschiff unterhalten. Das Schiff wurde in einem fahrbereiten Zustand gehalten und auch für Fahrten im Bereich der Nord- und Ostsee genutzt.
Ab 2002 wurde die Kapitän Meyer als Regattabegleitschiff für den JadeWeserPort-CUP, eine Regatta der Traditionssegler auf der Innenjade vor Wilhelmshaven eingesetzt.
Als 2010 die Erneuerung der Klasse anstand, fehlte zunächst das Geld für notwendige Reparaturen. Am 11. April 2011 beschloss der Wilhelmshavener Stadtrat einen Zuschuss zur Sanierung von 180.000 EUR. Die Segelkameradschaft Klaus Störtebeker wollte über Sponsoren ebenfalls einen sechsstelligen Betrag aufbringen. Im Juli 2011 kam die Kapitän Meyer zur Ausführung der notwendigen Arbeiten in die Neue Jadewerft in Wilhelmshaven und wurde dort bis Mai 2014 überholt. Kurz vor dem Wochenende an der Jade 2018 wurde das Schiff in den Handelshafen geschleppt und dort neben dem Feuerschiff Weser aufgelegt.